# Atanassow-See

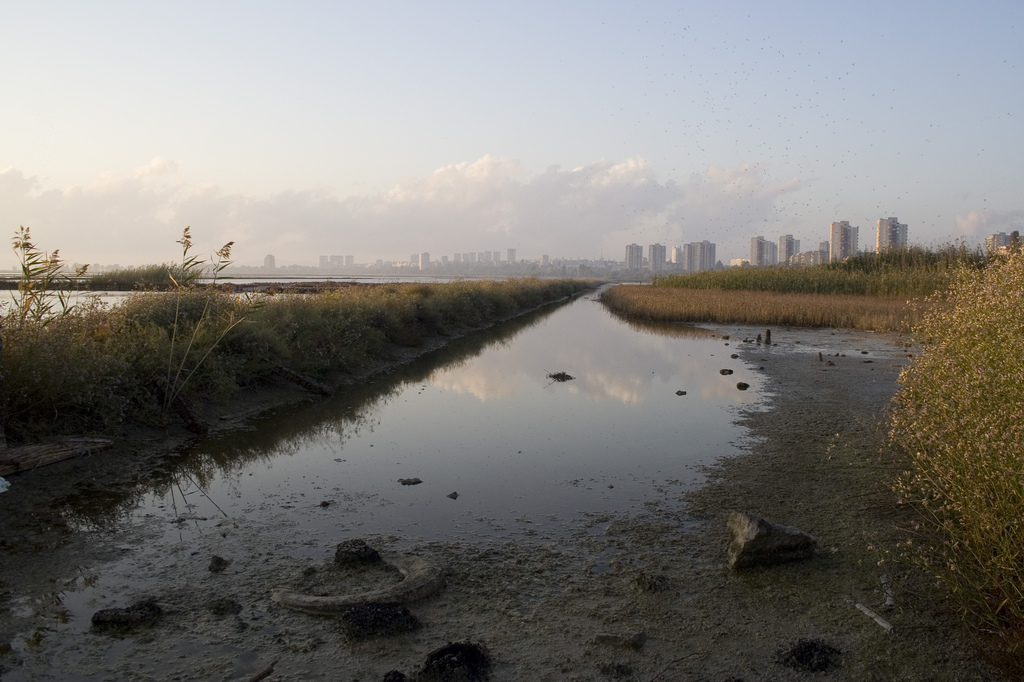
Aussicht auf Burgas vom See

Karte der Seen um die Stadt Burgas

Der Atanassow-See (bulgar. Атанасовско езеро) liegt unmittelbar nordöstlich der Stadt Burgas in Bulgarien. Der Salzwassersee befindet sich nahe der Küste des Schwarzen Meeres und ist ca. 5 km lang. Ein schmaler Sandstreifen etwa in der Mitte des Sees, auf dem die Autobahn Burgas-Warna verläuft, teilt den See in zwei Abschnitte. Der südliche Teil ist zwischen den Burgasser Viertel Sorniza, Isgrew, Lasur und Sarafowo eingeschlossen.
Seit der Antike wird im Atanassow-See Salz gewonnen. 2008 wurden bei Ausgrabungen in der Gegend von Wetren nahe „Solna Niwa“ (deutsch: Salz-Acker) mehr als 250 Artefakte gefunden, wobei die ältesten davon mindestens 6.000 Jahre vor Chr. datiert werden. Die Funde zeugen von einer entwickelten Landwirtschaft, Viehzucht und Salzgewinnung in dieser Gegend. Auch rituelle Gegenstände eines Priesterkönigs wurden gefunden.
Der Nordteil des Sees ist ein bedeutender Lebensraum verschiedener Vogelarten und steht seit 1980 unter Schutz.